# Lauterbrunnental
Das Lauterbrunnental ist ein Tal im Berner Oberland in den Schweizer Alpen. Der Begriff Lauterbrunnen bezieht sich auf die klaren (lauteren) Quellen und Bäche (Brunnen). Bereits im 13. Jahrhundert wurde das Tal Claro Fonte genannt. Im 14. Jahrhundert tauchte das Wort Luterbrunnen zum ersten Mal auf. Das Lauterbrunnental inspirierte J. R. R. Tolkien zu dem Ort Bruchtal im Roman Der Herr der Ringe.

## Siedlungen
Im Talboden liegen die Ortschaften Lauterbrunnen und Stechelberg. Auf einer Terrasse auf der Ostseite befindet sich das Dorf Wengen, auf solchen auf der Westseite die Dörfer Mürren, Gimmelwald und Isenfluh.
Alle Dörfer gehören zur politischen Gemeinde Lauterbrunnen; Hauptort ist Lauterbrunnen.

## Geographie
Durch das Tal fliesst die Weisse Lütschine. Der vielen Wasserfälle wegen wird das Lauterbrunnental auch Tal der 72 Wasserfälle genannt. Von Stechelberg (919 m ü. M.) bis zum Jungfraugipfel (4158 m ü. M.) beträgt der Höhenunterschied 3239 Meter, wobei die Horizontaldistanz nur 4630 Meter beträgt. Der hintere Teil des Tales ist Naturschutzgebiet und Teil des UNESCO-Weltnaturerbes Jungfrau-Aletsch-Bietschhorn.
Im Umfeld des Tals gibt es viele touristische Attraktionen wie das Schilthorn, das Jungfraujoch, die Lobhörner, der Männlichen, die Kleine Scheidegg mit Eiger, Mönch und Jungfrau. Das durch Gletscher geformte Trogtal enthält zahlreiche Wasserfälle, die bekanntesten sind der Staubbachfall und die Trümmelbachfälle. Der Mürrenbachfall mit einer Fallhöhe von 417 Metern und der Buchenbachfall mit einer Fallhöhe von 380 Meter gelten als die beiden höchsten Wasserfälle der Schweiz. Der Staubbachfall ist mit seinen 297 Meter der höchste frei fallende Wasserfall der Schweiz. Der Mattenbachfall als Kaskadenwasserfall ist mit seinen 840 Metern europaweit knapp hinter dem Vinnufallet und dem Skorga der dritt- und weltweit der achthöchste Wasserfall.

## Base-Jumping im Lauterbrunnental
Aufgrund der zahlreichen, fast senkrechten Felswände gilt das Lauterbrunnental als Paradies für Base-Jumper, die von den umliegenden bis zu 810 Meter hohen, steilen Felswänden, wie der Mürrenfluh oder der Staldenfluh abspringen. Seit den 1980er Jahren kam es zu zahlreichen Unfällen, teilweise mit Todesopfern, weswegen das Tal grosse Präsenz in den Medien zu verzeichnen hatte. Der erste Todesfall ereignete sich 1994 mit dem Absturz von Xaver Bongard. Seither lassen im Lauterbrunnental pro Jahr durchschnittlich zwei Personen aus dieser Extremsportart ihr Leben. Bis einschliesslich 4. Oktober 2024 kamen insgesamt 69 Base-Jumper ums Leben. Etwa 15 % der weltweiten Todesfälle im Base-Jumping ereigneten sich im Lauterbrunnental.

## Bilder

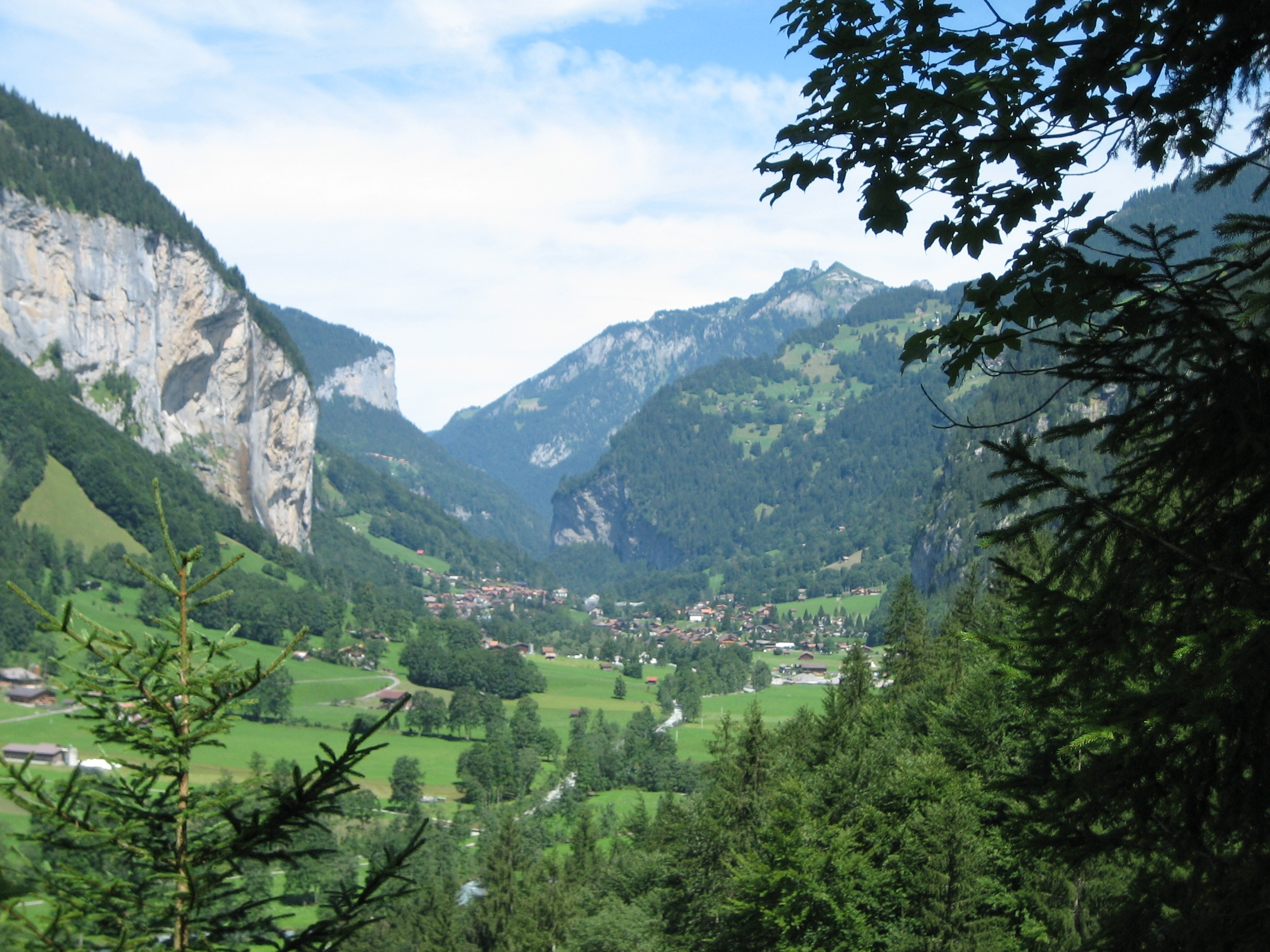
Das Tal bei Lauterbrunnen, Blick nach Norden
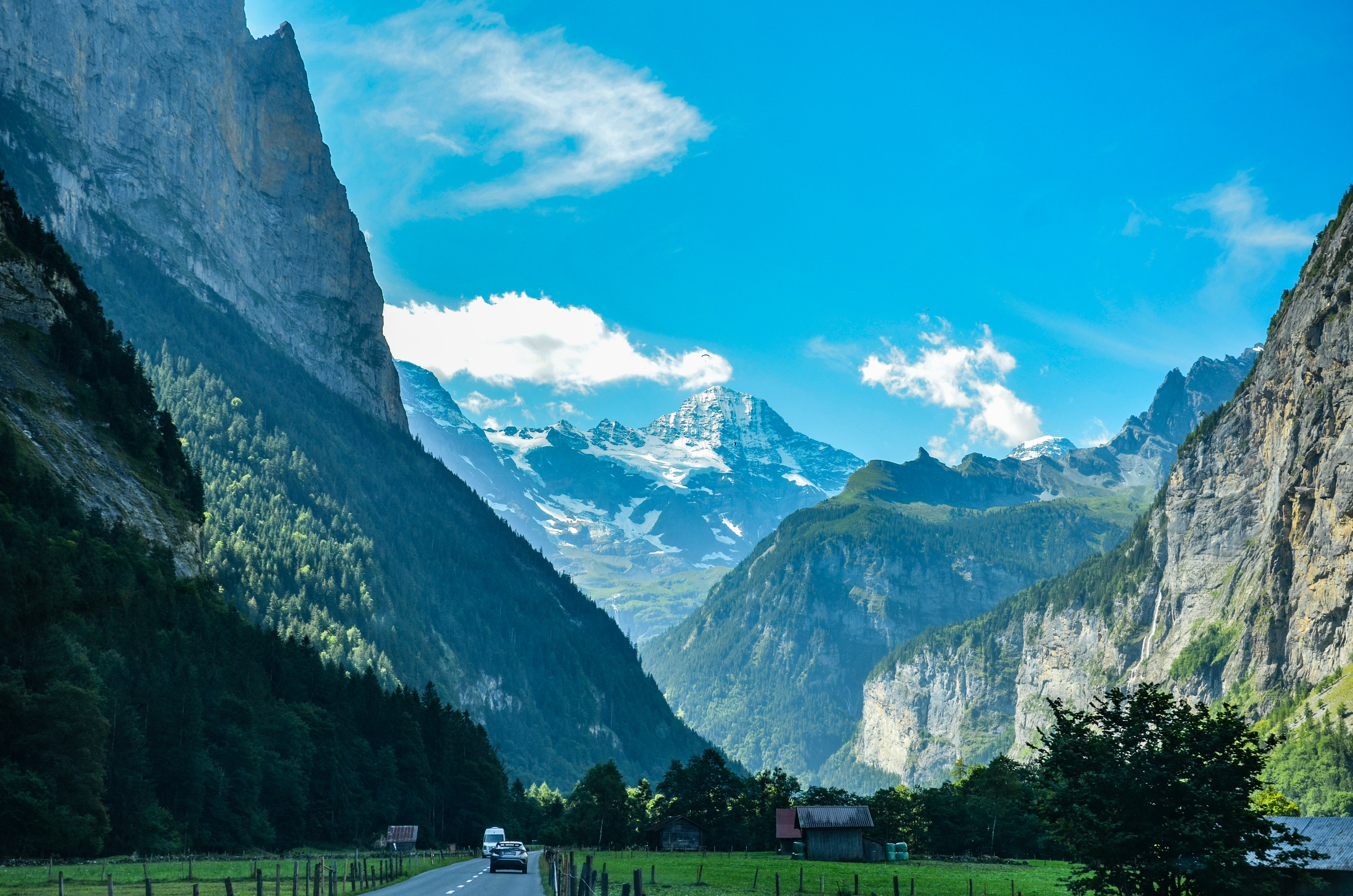
Das Lauterbrunnental vom Talboden aus gesehen
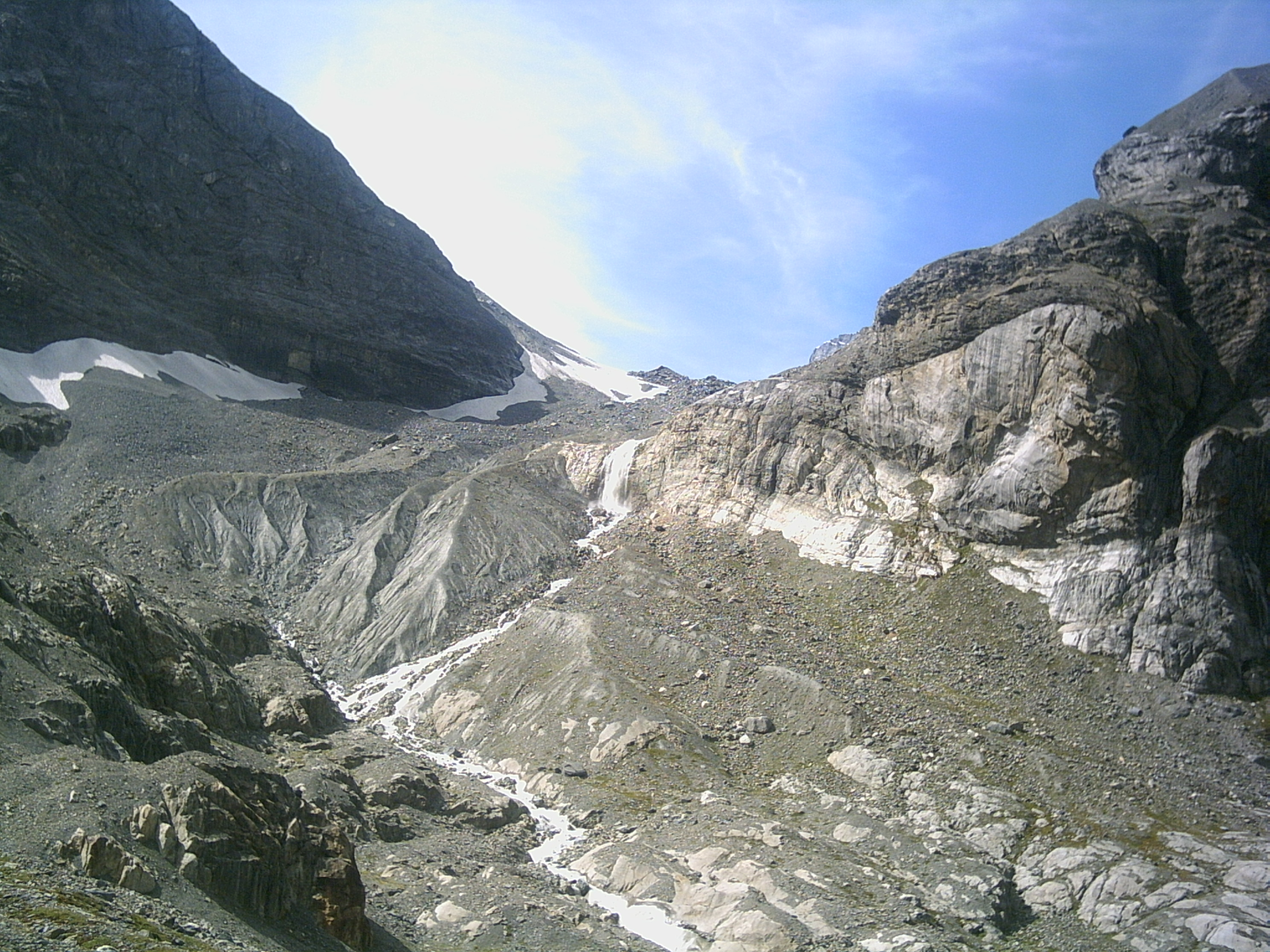
Hinteres Lauterbrunnental Richtung Tschingelfirn und Mutthornhütte
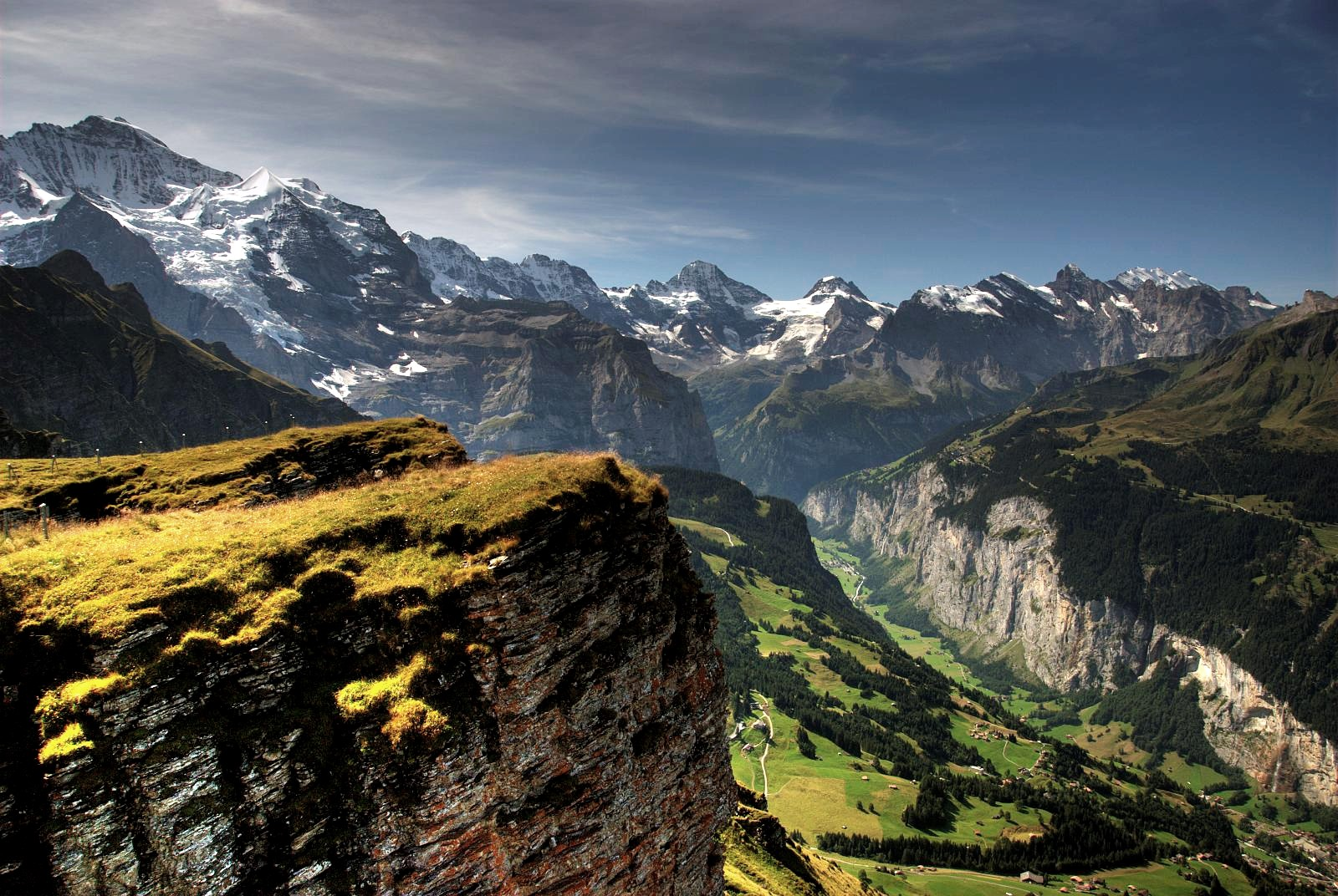
Das Lauterbrunnental vom Männlichen
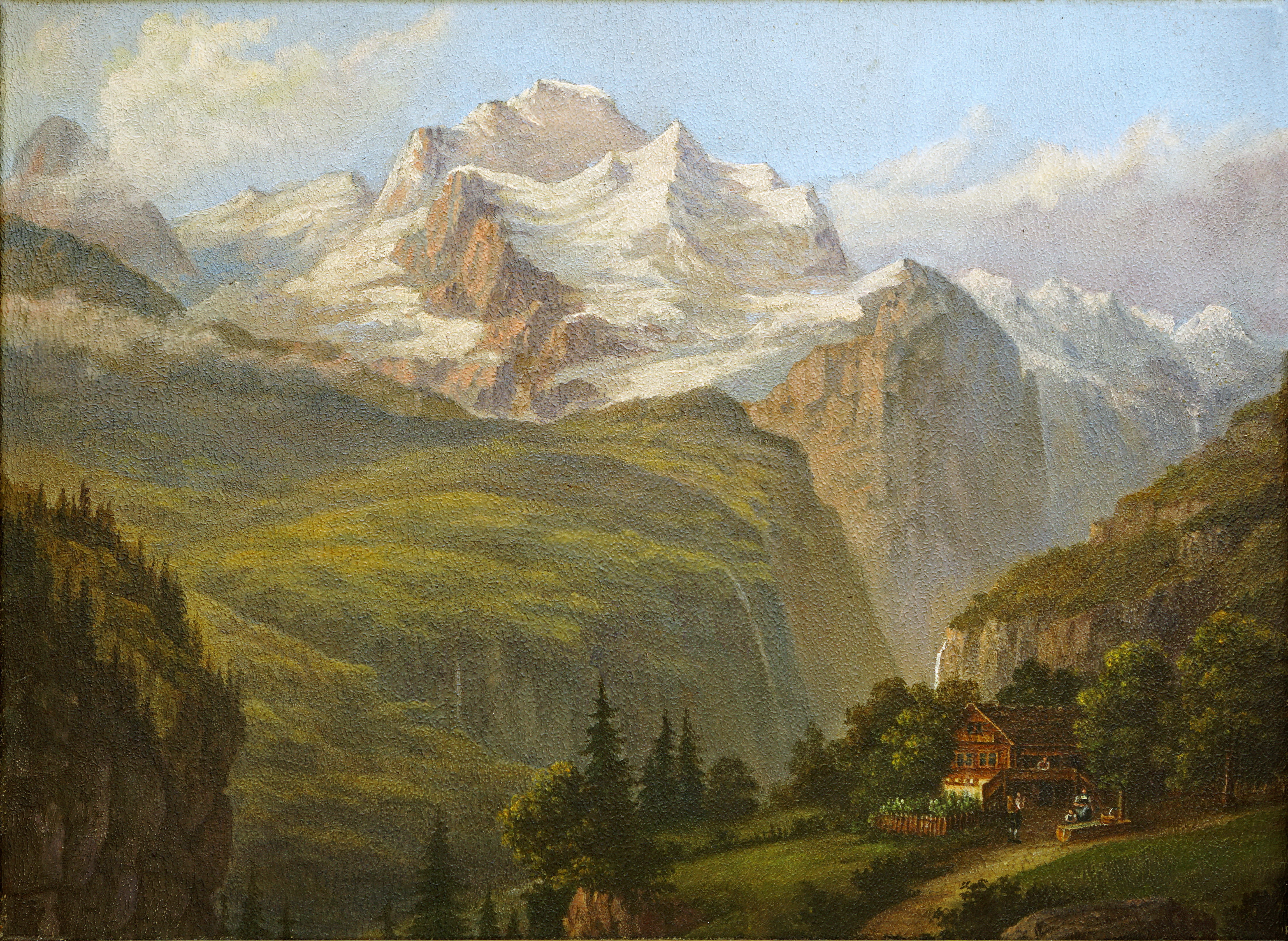
Blick über das Lauterbrunnental auf die Jungfrau um 1870. Ölgemälde von Heinrich Müller